# Salans
Salans ist eine französische Gemeinde im Département Jura in der Region Bourgogne-Franche-Comté. Sie gehört zum Arrondissement Dole und zum Kanton Mont-sous-Vaudrey.

## Geografie
Salans liegt 18 Kilometer von Besançon und 27 Kilometer von Dole entfernt. Im Norden und im Nordwesten bildet der Fluss Doubs, vereinigt mit dem Rhein-Rhône-Kanal, die Gemeindegrenze. Die angrenzenden Gemeinden sind Évans im Nordwesten, Saint-Vit (Département Doubs) im Nordosten, Roset-Fluans (Département Doubs) im Osten, Courtefontaine im Süden und Fraisans im Westen.

## Bevölkerungsentwicklung
| Jahr                       | 1962 | 1968 | 1975 | 1982 | 1990 | 1999 | 2008 | 2018 |
| Einwohner                  | 215  | 231  | 250  | 314  | 422  | 464  | 579  | 603  |
| Quellen: Cassini und INSEE |      |      |      |      |      |      |      |      |

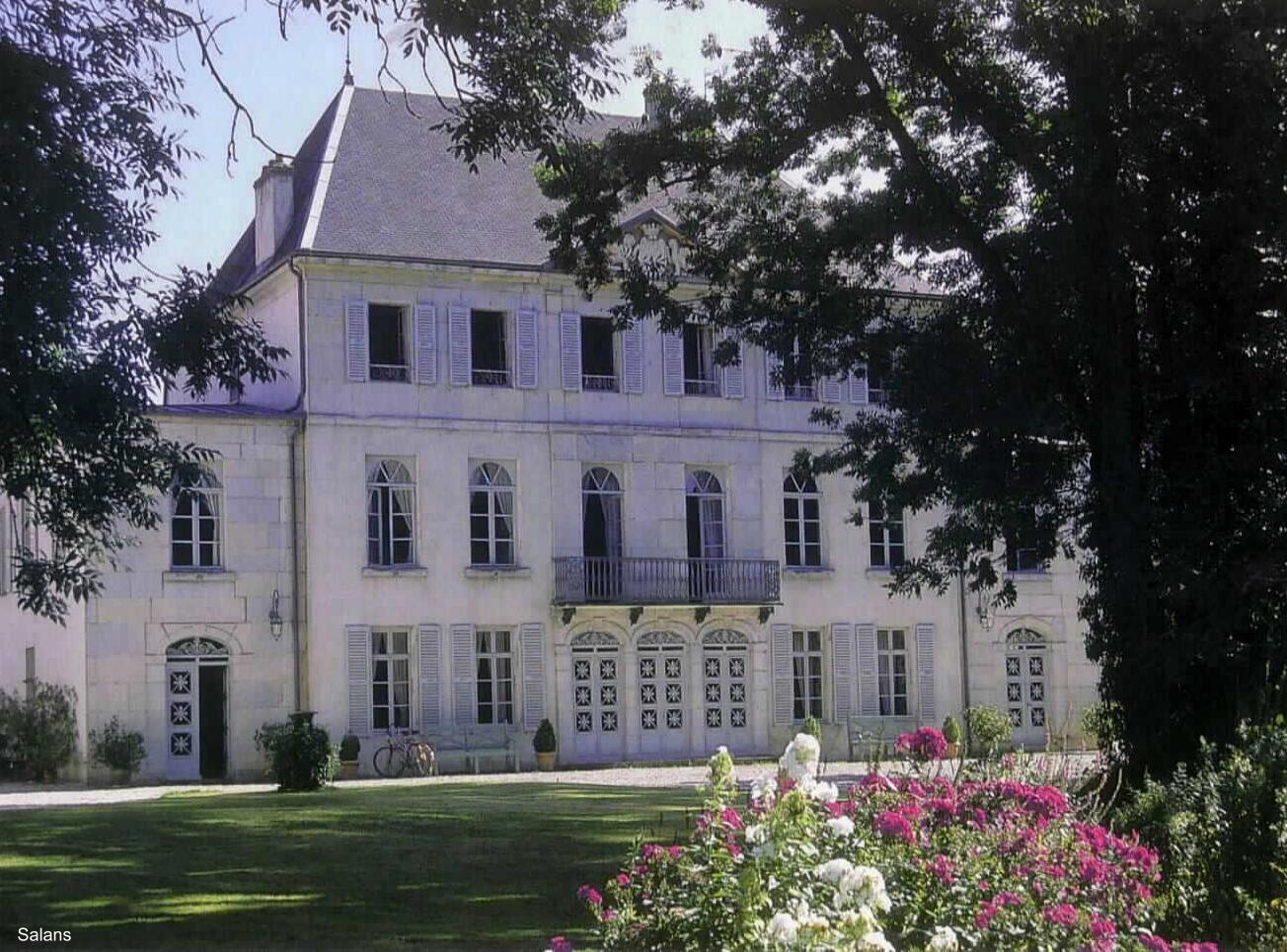
Schloss Salans
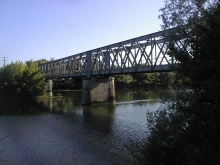
Brücke über den Doubs